# Giuseppe Maria Bonzanigo
Giuseppe Maria Bonzanigo (Asti, 6 settembre 1745 – Torino, 18 dicembre 1820) è stato uno scultore, ebanista e intarsiatore italiano.

## Biografia
Figlio d'arte, il padre Giorgio, stipettaio e modesto scultore a sua volta, proveniva da una famiglia di ebanisti lombardi. Giuseppe Maria imparò i primi rudimenti della tecnica nella bottega paterna.

Per motivi economici non poté approfondire i propri studi artistici, ma studiò da sé creando, da perfetto autodidatta, i propri concetti artistici, ispirandosi alle opere classiche e rinascimentali presenti ad Asti.
Giuseppe Maria operò ad Asti presso la chiesa di San Rocco, dove scolpì la tribuna, l'organo ed il tabernacolo.

Inoltre, la sua bottega confezionò l'arredo della sinagoga astigiana. In particolare l'Aron o Arca Santa, un armadio a muro composto da otto pannelli scolpiti e dorati, realizzata nel 1809, tuttora presente nella sinagoga, è un capolavoro di ebanisteria.
La sua fama e padronanza tecnica permisero al Bonzanigo di trasferirsi a Torino per poter confrontarsi in un ambiente artistico che a quel tempo era in pieno fermento. Dal 1773 al 1798 riceve commissioni dalla Real Casa Savoia per cornici, sovrapporte, paraventi, mobili vari, da collocarsi nelle varie regge (palazzo reale di Torino, Moncalieri, Stupinigi).

Qui, grazie alle sue capacità, divenne scultore ritrattista della nobiltà sabauda scolpendo busti, medaglioni, profili di persone.

Entrò nell'esclusiva "Pia Società e Sodalizio di San Luca", che raccoglieva i più importanti artisti piemontesi dell'epoca, nel 1774.

Nel 1787 Vittorio Amedeo III re di Sardegna, lo nominò "scultore della casa reale" con lo stipendio annuo di 200 lire.

Famoso è rimasto il ritratto dello scultore fatto al re di Sardegna.
Nel 1793 venne eletto all'unanimità accademico d'onore dell'Accademia Clementina di Belle Arti di Bologna.
Nel 1811 esegue un ritratto a bassorilievo dell'Imperatrice di Francia Maria Luisa, intagliato in avorio su fondo d'ebano con emblemi e figure allegoriche in legno.
Morì a Torino, alle ore 3 del 18 dicembre 1820, nella parrocchia di San Filippo.
Il necrologio della sua morte, apparve sulla Gazzetta piemontese del 23 dic. 1820 ricordato come il "fondatore d'una rinomata officina": infatti, grande fu la sua produzione artistica e ebbe numerosi allievi tra i quali si ricorda Francesco Tanadei, svizzero di Locarno.

## Le opere
Il Bonzanigo, con Piffetti e Maggiolini, è considerato tra grandi nomi del mobile del Settecento.
Le migliori opere del Bonzanigo associavano le concezioni della scultura a quelle dell'architettura.

### IlTrofeo militaredi Torino
Tra i suoi maggiori capolavori è il cosiddetto "Trofeo militare", costituito da una grande teca che ospita una gran quantità di microsculture fissate su un pannello di seta verde, con raffigurazioni allegoriche e mitologiche (al centro la dea Bellona con la dedica "virtuti belli et sapientiae pacis"), sotto gli scudi con Marte e Medusa,e tutt’intorno una panoplia, cornucopie e raffinatissime ghirlande di fiori e foglie di quercia, e numerosissimi ritratti a bassorilievo con i protagonisti della storia politica e militare. La teca poggia su una base rettangolare, coperta da un finto tappeto di damasco su cui erano intagliati le fatiche di Ercole, girali vegetali e frange, sostenuta da otto gambe. L'opera d'arte, unica nel suo genere, ebbe una storia molto travagliata; Bonzanigo cominciò a lavorarci del regno di Vittorio Amedeo III di Savoia, ma sconfitti i Savoia dovette rimaneggiarlo nel 1803 per celebrare Napoleone e l’entourage della sua aristocrazia imperiale. In tal modo il generale Jean-Baptiste Jourdan, governatore del Piemonte dal 1801 al 1803, concordò l’acquisizione del grande trofeo per 50.000 franchi al Musée Central des Arts di Parigi, ma il prezzo dovette risultare troppo elevato e l’acquisto non andò in porto. Nel 1814 Bonzanigo, ormai settantenne, apportò all’opera le modifiche imposte dalla Restaurazione, pubblicandole anche in un opuscolo di 13 pagine stampato a Torino, dedicato a Vittorio Emanuele I di Savoia. Nel 1870 Emanuele d’Azeglio a Parigi acquistò l'opera da parte del Comune di Torino, che fu quindi esposta nel Museo Civico. 

### Il ritratto di Michelangelo
Emblematico è rimasto il lavoro del 1819, ultimo suo anno di vita, dedicato alla memoria di Michelangelo Buonarroti. Sul pannello, in legno ed avorio intarsiato in stile neoclassico, si inserisce una cornice in pietra.

Sopra di essa, al centro, è scolpito il profilo di Buonarroti. Tutto il portale è arricchito da foglie di alloro, di acanto e roselline, nella più felice espressione neoclassica.

## Galleria d'immagini

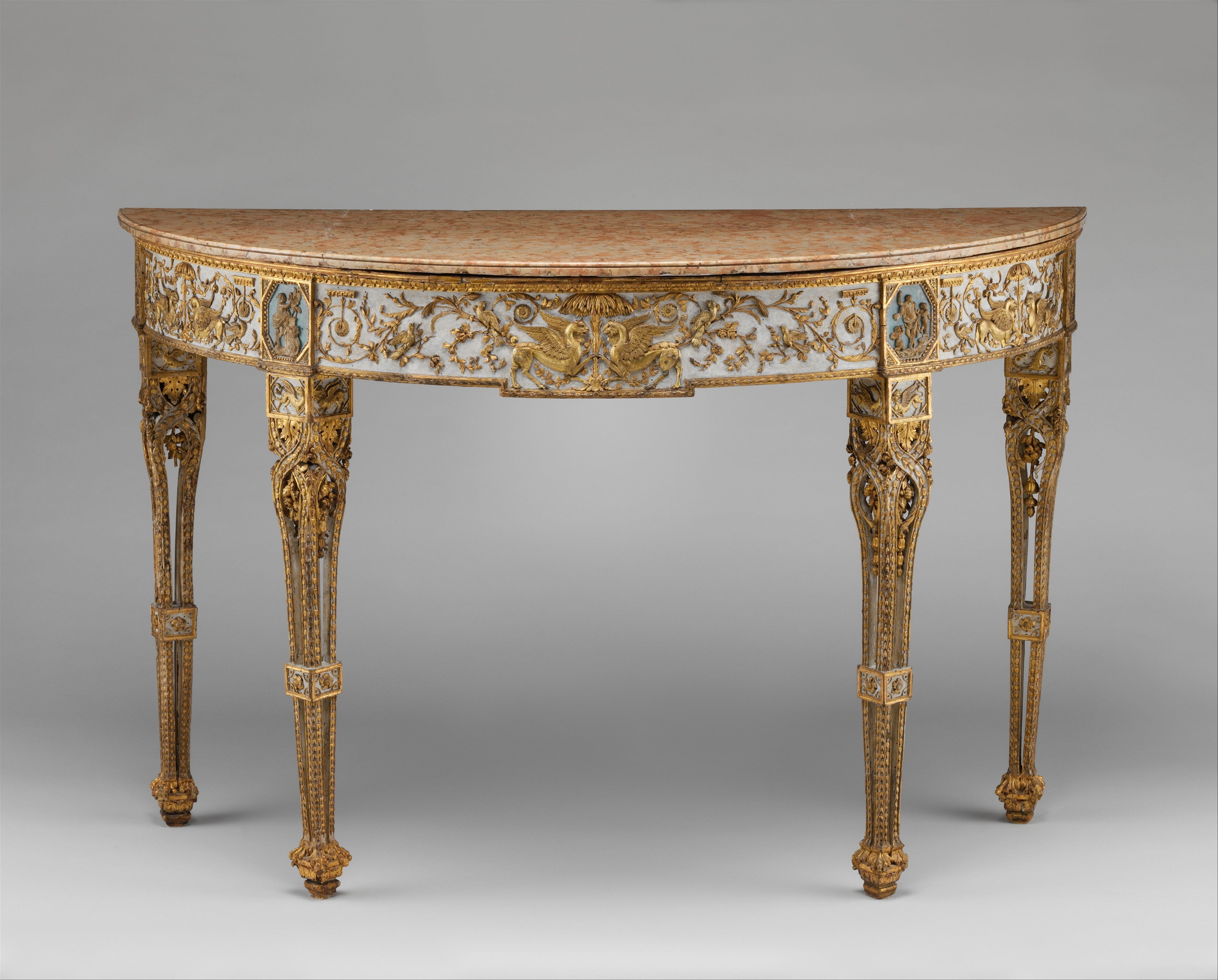
Console, Metropolitan Museum of Art
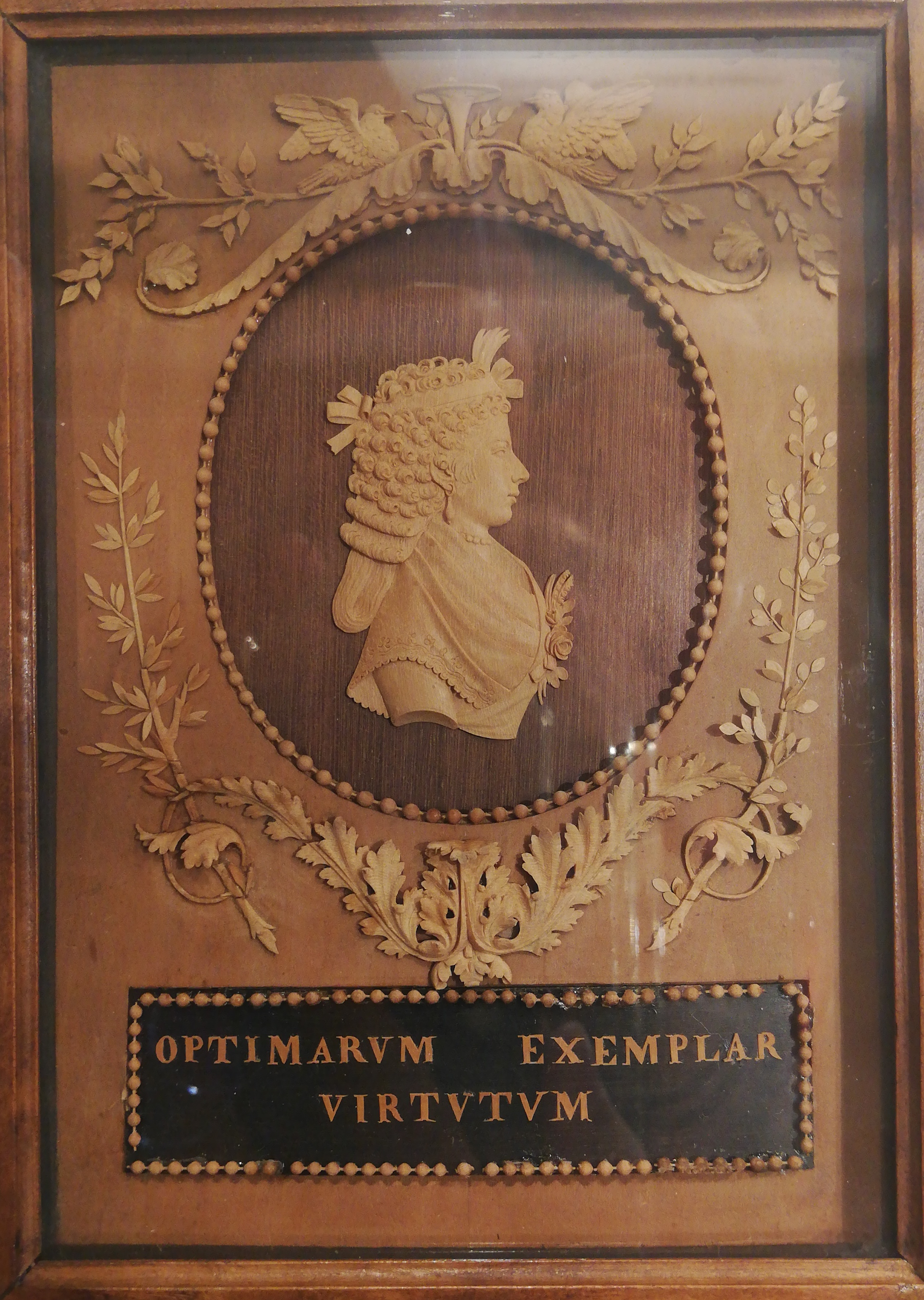
Ritratto di Carolina Meyner, Palazzo Mazzetti
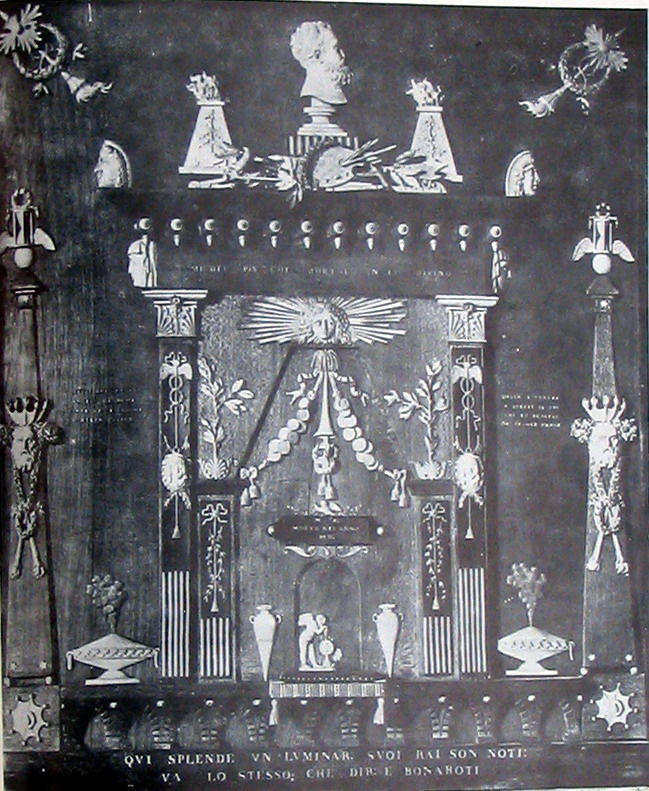
Omaggio a Michelangelo Buonarroti
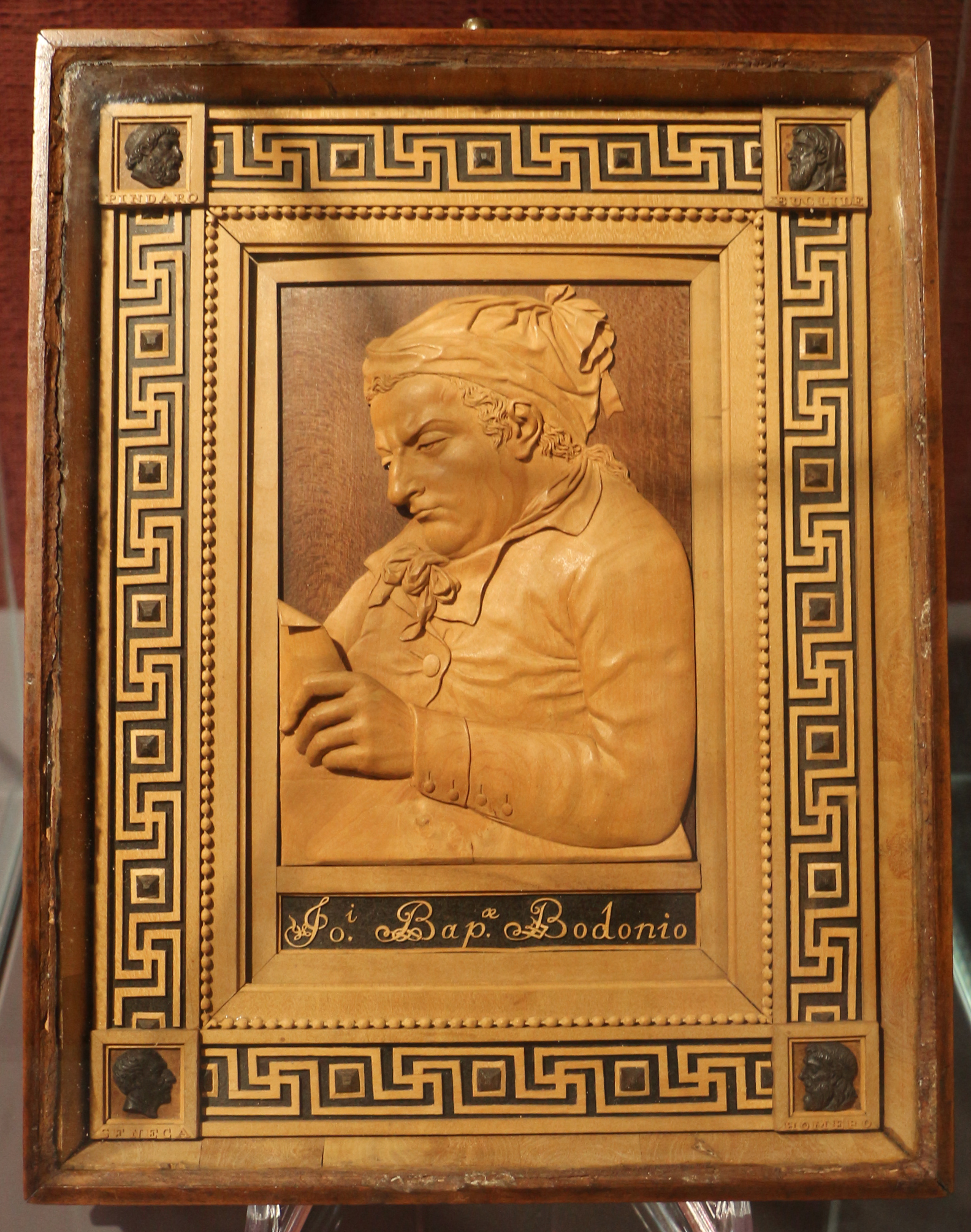
ritratto di Giovan Battista Bodoni